# Vinícius Júnior
Vinícius José Paixão de Oliveira Júnior (ur. 12 lipca 2000 w São Gonçalo) – brazylijski piłkarz, występujący na pozycji lewego napastnika w hiszpańskim klubie Real Madryt oraz w reprezentacji Brazylii.
Z młodzieżową reprezentacją Brazylii sięgnął po Mistrzostwo Ameryki Południowej U-15 i U-17.
Dwukrotny zwycięzca Ligi Mistrzów, dwukrotny zdobywca Klubowych Mistrzostw Świata FIFA, trzykrotny Mistrz Hiszpanii, dwukrotny zdobywca Superpucharu UEFA, trzykrotny zdobywca Superpucharu Hiszpanii i zdobywca Pucharu Hiszpanii.

## Kariera klubowa
Wczesna kariera
Jego kariera piłkarska rozpoczęła się w 2006 roku, kiedy ojciec zabrał go do oddziału Flamengo, w sąsiedztwie Mutuá, w São Gonçalo, gdzie mieszkał.
Pochodzący z biednej katolickiej rodziny, Vinícius zamieszkał w Abolição ze swoim wujem, aby skrócić dystans do Ninho do Urubu. Zaczął otrzymywać pomoc finansową od Flamengo, a także od przedsiębiorców.
W latach 2007-2010 Vinícius uczęszczał na zajęcia futsalu w szkole Flamengo w São Gonçalo w Canto do Rio, słynnym klubie położonym w centrum Niterói. Flamengo zauważyło jego potencjał i zdecydował, że chce grać w piłkę nożną, a nie w futsal. W sierpniu 2010 r. Vinícius przeszedł próbę gry w młodzieżowej drużynie Flamengo i przyjął zaproszenie do gry w ich drużynie piłkarskiej.

### Flamengo
W 2016 roku Vinícius awansował do drużyny młodzieżowej. Zdobył dziesięć bramek, był najlepszym asystentem rozgrywek i był częścią ataku, który strzelił ponad 52 gole i pomógł Flamengo wygrać Campeonato Carioca U-17.
Reputacja Viníciusa naprawdę wzrosła w 2017 roku, kiedy dołączył do drużyny młodzieżowej. Vinícius po raz pierwszy wziął udział w Młodzieżowym Pucharze Piłki Nożnej w São Paulo i pomimo tego, że był trzy lata poniżej ustawowego wieku, był jednym z najważniejszych wydarzeń turnieju. W meczu otwarcia Rubro-Negro w zawodach Vinícius wszedł jako zmiennik i strzelił dwa gole w wygranym 5:0 meczu z Central . Wystąpił także w meczu Flamengo przeciwko Nacional de São Paulo w wygranym 6:0 meczu, w którym przyczynił się do dwóch asyst i spowodował dwie żółte kartki dla drużyny przeciwnej . Vini był także bohaterem kwalifikacji Flamengo do ćwierćfinału Copinha, zdobywając późnego zwycięzcę w zwycięstwie 2-1 nad Cruzeiro .
Znakomite występy Viníciusa Júniora w młodzieżowej drużynie Flamengo i reprezentacji Brazylii wzbudziły duże zainteresowanie jego piłką nożną ze strony europejskich klubów .
Największe europejskie kluby, takie jak Barcelona i Real Madryt, jako pierwsze wykazały zainteresowanie pozyskaniem młodego napastnika po jego znakomitych występach dla Flamengo i reprezentacji Brazylii, do tego stopnia, że podczas Młodzieżowego Pucharu Piłki Nożnej w São Paulo katalońska drużyna wysłała skauta, aby uważnie obserwował występy Viníciusa. Zarówno Real Madryt jak i Barcelona złożyła swoje oferty Viniciusowi, a ten wybrał Real Madryt. Królewscy mieli zapłacić 45 milionów euro, aby napastnik dołączył do nich przyszłym sezonie, kiedy skończy 18 lat, a przepisy pozwolą na jego transfer.

### Real Madryt
23 maja 2017 Real Madryt wydał oficjalny komunikat informujący o transferze zawodnika, który dojdzie do skutku w lipcu 2018. Zgodnie z nim początkowo zakładano, że Vinícius, na zasadzie wypożyczenia, pozostanie we Flamengo do lipca 2019, chyba że oba kluby ustalą inaczej.

#### Lata 2018–21: Rozwój i adaptacja do Hiszpanii
20 lipca 2018 został zaprezentowany jako nowy zawodnik Realu Madryt. W sezonie ligowym wystąpił w 29 meczach, strzelając trzy gole, a Real Madryt wygrał La Ligę 2019/20.
6 kwietnia 2021 roku Vinícius strzelił dwa gole w wygranym 3–1 meczu z Liverpoolem w pierwszym meczu ćwierćfinału Ligi Mistrzów UEFA 2020/21.  Real Madryt awansował do półfinału, w którym przegrał z późniejszym zwycięzcą turnieju, Chelsea.

#### Sezon 2021/22: Przełom w pierwszej drużynie, drugi tytuł mistrzowski, zwycięstwo w Lidze Mistrzów UEFA
28 maja strzelił jedynego gola w wygranym 1–0 meczu z Liverpoolem w finale Ligi Mistrzów, zapewniając Madrytowi rekordowy 14. tytuł Ligi Mistrzów UEFA. Vinícius zakończył sezon 2021/22 jako drugi najlepszy strzelec Realu Madryt z 22 golami we wszystkich rozgrywkach, ustępując jedynie swojemu partnerowi z ataku Karimowi Benzemie. Za swoje występy Vinícius został mianowany pierwszym młodym piłkarzem sezonu Ligi Mistrzów i znalazł się w drużynie sezonu Ligi Mistrzów UEFA 2021/22.

#### Sezon 2022/23: Złota Piłka Klubowych Mistrzostw Świata FIFA, półfinały Ligi Mistrzów i odziedziczenie koszulki z numerem 7
W dniu 11 lutego Real Madryt pokonał Al-Hilal 5-3 w finale Klubowych Mistrzostw Świata FIFA 2022, a Vinícius zdobył drugi tytuł Klubowego Mistrza Świata, a także tytuł najlepszego zawodnika turnieju. W dniu 21 lutego 2023 r. strzelił dwa gole w pierwszej połowie, aby zapewnić Realowi Madryt zwycięstwo 5-2 na Anfield przeciwko Liverpoolowi w pierwszym meczu fazy pucharowej Ligi Mistrzów w 1/8 finału.
W dniu 9 maja 2023 r. Vinícius wniósł znaczący wkład w występ Realu Madryt w pierwszym etapie półfinału przeciwko Manchesterowi City, zdobywając niezwykłą bramkę z dalekiego zasięgu w 36. minucie. Wraz z kolegami z drużyny, Rodrygo i Karimem Benzemą, stworzył wiele okazji, pokazując kontratakującą sprawność Realu Madryt przeciwko dominującemu posiadaniu Manchesteru City. Mecz ostatecznie zakończył się remisem 1-1. W drugim etapie półfinału Real Madryt poniósł porażkę 4:0 z City, kończąc tym samym kampanię o tytuł Ligi Mistrzów. Vini został wybrany do drużyny turnieju Ligi Mistrzów UEFA 2022/23.
W następstwie odejścia Edena Hazarda Real Madryt potwierdził, że Vinícius, który wcześniej nosił koszulkę nr 20, będzie nosił kultową koszulkę klubu nr 7, noszoną niegdyś przez Cristiano Ronaldo i Raúla, począwszy od sezonu 2023/24.

#### Sezon 2023/24: Decydujący wkład w La Liga, powrót do zdrowia po kontuzji, przedłużenie kontraktu i drugie trofeum Ligi Mistrzów
W dniu 19 sierpnia 2023 r. Vinícius strzelił decydującego gola w meczu La Liga przeciwko Almerii, przyczyniając się do zwycięstwa Realu Madryt wraz z kolegą z drużyny Jude'em Bellinghamem, który strzelił poprzednie dwie bramki.
W dniu 3 października zdobył swojego pierwszego gola w Lidze Mistrzów w tym sezonie, zdobywając wyrównanie 1:1 w wyjazdowym meczu Madrytu z Napoli, który ostatecznie zakończył się wygraną 3-2.
Real Madryt ogłosił 31 października 2023 r., że przedłużył kontrakt Viníciusa do 30 czerwca 2027 r.
14 stycznia 2024 r. strzelił hat-tricka w zwycięstwie 4:1 nad Barceloną w finale Supercopa de España. 30 kwietnia strzelił bramkę w wyjazdowym remisie 2:2 z Bayernem Monachium w pierwszym meczu półfinałowym Ligi Mistrzów; w ten sposób udało mu się strzelić bramkę w tej rundzie trzeci sezon z rzędu, oprócz osiągnięcia co najmniej 20 bramek we wszystkich rozgrywkach trzeci sezon z rzędu.
1 czerwca Vinícius strzelił gola w wygranym przez Real Madryt 2:0 meczu z Borussią Dortmund w finale Ligi Mistrzów UEFA 2023/2024, zdobywając swoje drugie trofeum w tych rozgrywkach. W wieku 23 lat i 325 dni został najmłodszym zawodnikiem, który strzelił gola w dwóch finałach Ligi Mistrzów, bijąc rekord Lionela Messiego o trzynaście dni. Dwa dni później Vinícius został uznany Graczem Sezonu Ligi Mistrzów UEFA, rejestrując sześć goli i pięć asyst w zwycięskiej kampanii Realu Madryt.

#### Sezon 2024/25
22 października 2024 roku Vinícius zdobył hat-tricka w meczu z Borussią Dortmund, co przyczyniło się do odrobienia strat z pierwszej połowy meczu (0:2) i dało Królewskim zwycięstwo 5:2.

## Statystyki[38]

### Klubowe
| Klub                 | Sezon              | Liga  | Liga   | Puchar kraju | Puchar kraju | Kontynentalne | Kontynentalne | Inne  | Inne   | Suma  | Suma   |
| Klub                 | Sezon              | Mecze | Bramki | Mecze        | Bramki       | Mecze         | Bramki        | Mecze | Bramki | Mecze | Bramki |
| -------------------- | ------------------ | ----- | ------ | ------------ | ------------ | ------------- | ------------- | ----- | ------ | ----- | ------ |
| CR Flamengo          | 2017               | 25    | 3      | 4            | 0            | 7             | 1             | 1     | 0      | 37    | 4      |
| CR Flamengo          | 2018               | 12    | 4      | 2            | 0            | 5             | 2             | 13    | 4      | 32    | 10     |
| CR Flamengo          | Ogólnie            | 37    | 7      | 6            | 0            | 12            | 3             | 14    | 4      | 69    | 14     |
| Real Madryt Castilla | 2018/2019          | 5     | 4      | –            | –            | –             | –             | –     | –      | 5     | 4      |
| Real Madryt          | 2018/2019          | 18    | 1      | 8            | 2            | 4             | 0             | 1     | 0      | 31    | 3      |
| Real Madryt          | 2019/2020          | 29    | 3      | 3            | 1            | 5             | 1             | 1     | 0      | 38    | 5      |
| Real Madryt          | 2020/2021          | 35    | 3      | 1            | 0            | 12            | 3             | 1     | 0      | 49    | 6      |
| Real Madryt          | 2021/2022          | 35    | 17     | 2            | 0            | 13            | 4             | 2     | 1      | 52    | 22     |
| Real Madryt          | 2022/2023          | 33    | 10     | 5            | 3            | 12            | 7             | 5     | 3      | 55    | 23     |
| Real Madryt          | 2023/2024          | 25    | 15     | 2            | 3            | 5             | 3             | 2     | 3      | 28    | 18     |
| Real Madryt          | Ogólnie            | 175   | 49     | 21           | 9            | 51            | 18            | 12    | 7      | 259   | 83     |
| Łącznie w karierze   | Łącznie w karierze | 217   | 60     | 27           | 9            | 63            | 21            | 26    | 11     | 333   | 101    |

### Reprezentacyjne
Aktualne na 21 października 2024.
| Reprezentacja | Rok     | Mecze | Bramki |
| ------------- | ------- | ----- | ------ |
| Brazylia      | 2019    | 1     | 0      |
| Brazylia      | 2020    | 0     | 0      |
| Brazylia      | 2021    | 8     | 0      |
| Brazylia      | 2022    | 11    | 2      |
| Brazylia      | 2023    | 6     | 1      |
| Brazylia      | 2024    | 11    | 2      |
| Brazylia      | 2025    | 2     | 1      |
| Ogólnie       | Ogólnie | 39    | 6      |

## Sukcesy

### Real Madryt
- Mistrzostwo Hiszpanii: 2019/2020, 2021/2022, 2023/2024
- Puchar Króla: 2022/2023
- Superpuchar Hiszpanii: 2019/2020, 2021/2022, 2023/2024
- Liga Mistrzów UEFA: 2021/2022, 2023/2024
- Superpuchar UEFA: 2022, 2024
- Klubowe mistrzostwo świata: 2018, 2022
- Puchar Interkontynentalny 2024[39]

### Reprezentacyjne
- Mistrzostwo Ameryki Południowej U-15: 2015
- Mistrzostwo Ameryki Południowej U-17: 2017

### Indywidualne
- Król strzelców Mistrzostw Ameryki Południowej U-17: 2017 (7 goli)
- Sócrates Award(inne języki): 2023
- FIFA THE BEST: 2024

### Wyróżnienia
- Najlepszy piłkarz Mistrzostw Ameryki Południowej U-17: 2017
- Złota piłka Klubowych mistrzostw świata: 2022

## Poza piłką nożną
W lipcu 2021 roku Vinícius Júnior ogłosił swój projekt społeczny skoncentrowany na edukacji dzieci w Rio de Janeiro, Vini Jr. Institute, projekt, który pomaga dzieciom żyjącym w ubóstwie .
17 czerwca 2023 r. Vinícius Júnior dołączył do Komisji FIFA ds. walki z rasizmem. Komisja będzie składać się z zawodników, którzy będą sugerować surowsze kary za przypadki dyskryminacji rasowej. Vinícius dołączył do Komisji Antyrasistowskiej FIFA 30 października 2023 roku.
W dniu 30 października 2023 r. Vinícius Júnior zdobył Nagrodę Sokratesa na Ballon d'Or 2023 za swoją pracę z Instytutem Vini Jr. nagroda, która była w drugiej edycji, stworzona jako sposób na uznanie inicjatyw społecznych związanych ze sportem.
W grudniu 2023 r. Vinícius Júnior ogłosił swoje wejście do świata e-sportu za pośrednictwem organizacji LOUD, a ogłoszenie zostało dokonane za pośrednictwem X (dawniej Twitter) przez obie strony. Dołączył jako dyrektor i ambasador organizacji, która obecnie jest jedną z największych i najbardziej wpływowych w Brazylii i na świecie.

W dniu 2 lutego 2024 r. Vinicius Júnior został mianowany ambasadorem dobrej woli UNESCO, co czyni go drugim brazylijskim piłkarzem, który otrzymał to wyróżnienie po Pelé. 
„Otrzymanie zaproszenia do bycia ambasadorem UNESCO w wieku 23 lat to coś więcej niż zaszczyt, to zwycięstwo i obowiązek, który będę nosił przy sobie przez całe życie. Oczywiście chcę być zapamiętany jako świetny zawodnik, ale także jako obywatel, który starał się zrobić coś innego. Walczę o edukację odkąd skończyłem 19 lat i do tego roku dysponowałem tylko własnymi środkami, a mój Instytut w Brazylii rośnie z miesiąca na miesiąc. Dzięki potędze, jaką jest UNESCO, będziemy mieli wpływ na świat” - powiedział Vinicius Júnior .
W dniu 4 czerwca 2024 r. Vinicius Júnior został ogłoszony ambasadorem Gatorade.